# Сими, Бонни
Бо́нни Сью́зан Си́ми (англ. Bonny Susan Simi, урожд. Уо́рнер (англ. Warner); 7 апреля 1962, Маунт-Болди) — американская саночница, выступала за сборную США в середине 1980-х — начале 1990-х годов. Участница трёх зимних Олимпийских игр, пятикратная чемпионка национального первенства, многократная призёрша этапов Кубка мира, участница многих международных турниров. Также известна как бобслеистка, лётчица и спортивная журналистка.

## Биография
Бонни Уорнер родилась 7 апреля 1962 года в поселении Маунт-Болди (округ Сан-Бернардино, штат Калифорния). Детство провела в неполной семье, росла в окружении матери и двух братьев. С ранних лет активно занималась спортом, в школе была членом команды по хоккею на траве. В возрасте восемнадцати лет поступила в Стэнфордский университет, где обучалась сначала на факультете строительной инженерии, а потом перешла в область вещательного телевидения. Одновременно с этим в 1980 году участвовала в эстафете олимпийского огня перед Олимпиадой в Лейк-Плэсиде, побывала на олимпийских соревнованиях по санному спорту и заинтересовалась этой дисциплиной. Ездила набираться опыта в Западную Германию, некоторое время тренировалась в одном лагере с сильнейшей немецкой саночной командой.
В 1981 году Уорнер уже вошла в состав саночной сборной США, тогда как в 1983-м уже дебютировала на международном уровне — на чемпионате мира в том же Лейк-Плэсиде финишировала седьмой. Благодаря череде удачных выступлений удостоилась права защищать честь страны на зимних Олимпийских играх 1984 года в Сараево, боролась здесь за попадание в десятку, но в третьем заезде допустила серьёзную ошибку, из-за чего откатилась на пятнадцатую позицию. Три года спустя заняла пятое место на мировом первенстве в австрийском Игльсе, кроме того, разместилась на третьей строке в общем индивидуальном зачёте Кубка мира. Позже прошла квалификацию на Олимпиаду 1988 года в Калгари, выступила заметно лучше предыдущего раза, добравшись до шестой позиции.
На чемпионате мира 1989 года в немецком Винтерберге Уорнер была шестнадцатой, при этом показала неплохой результат в мировом кубке, по окончании всех этапов расположилась в рейтинге лучших саночниц планеты на четвёртой строке. В следующем сезоне заняла седьмое место на чемпионате мира в Калгари, ещё через год закрыла десятку сильнейших на первенстве мира в Винтерберге. Оставаясь в числе лидеров американской сборной, отправилась на Олимпийские игры 1992 года в Альбервиль, тем не менее, не смогла составить конкуренцию соперницам, оказалась лишь восемнадцатой. Вскоре после этих неудачных олимпийских соревнований приняла решение завершить карьеру профессиональной спортсменки и покинула команду.
Призовые деньги, полученные за участие в спортивных состязаниях, Уорнер потратила на обучение, в частности, в конце 1980-х годов она получила лицензию лётчицы и стала заниматься перевозками. В период 1990—2004 пилотировала самолёты United Airlines, затем перешла в компанию JetBlue Airways. Помимо этого, работала инструктором пилотирования. В 1996 году вышла замуж за Тони Сими, пожарного и парамедика, который когда-то обучался у неё пилотированию. В 1998 году у них родилась дочь Кетлин.
На протяжении многих лет Бонни Уорнер-Сими состояла в Олимпийском комитете Соединённых Штатов, участвовала во многих международных спортивных конференциях, в том числе выступала за включение женского бобслея в программу Олимпийских игр. Однажды в 1999 году они с семьёй отдыхали в Парк-Сити, она посетила местную санно-бобслейную трассу и впоследствии решила попробовать себя в бобслее. В качестве разгоняющей пригласила бывшую бегунью на спринтерские дистанции Вонетту Флауэрс, и вскоре они вдвоём добились на международной арене довольно неплохих результатов, например, в сезоне 2000/01 заняли третье место в общем зачёте Кубка мира среди женских двоек. Сими пыталась пройти отбор на домашнюю Олимпиаду 2002 года в Солт-Лейк-Сити, но не смогла этого сделать и присутствовала на Играх лишь в качестве комментатора канала NBC Sports. Её напарница Флауэрс всё-таки прошла отбор и сенсационно выиграла золотую медаль.